# Arman (acteur)
Pour les articles homonymes, voir Arman (homonymie).
Aramais Vardani Hovsepian (arménien : Արամայիս Վարդանի Հովսեփյան), connu sous le nom de Arman ou Arman Hovsepian (persan : آرمان هوسپیا), est un acteur du cinéma iranien.

## Biographie
Aménien d'Iran, il suit des cours de théâtre et décroche un rôle dans un film important en 1940. Il fait ensuite du théâtre amateur, puis déménage à Téhéran en 1954 où il rejoint l'Ararat club et côtoie Joseph Vaezian (en), Samuel Khachikian (en) et Aramais Aghamalian (en).

## Filmographie sélective
- 1953 : Return (en) de Samuel Khachikian (en)
- 1965 : Ganj-e Qarun (en) de Siamak Yasemi
- 1972 : La Source de Arby Ovanessian

## Galerie

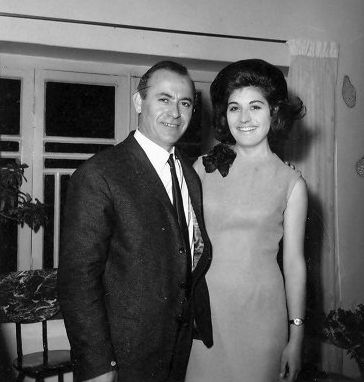
Arman et sa fille, Lorik Minassian
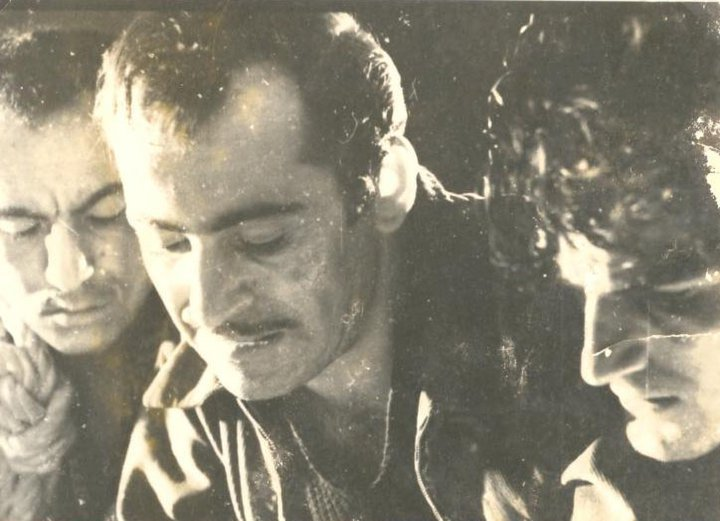
Film avec Arman
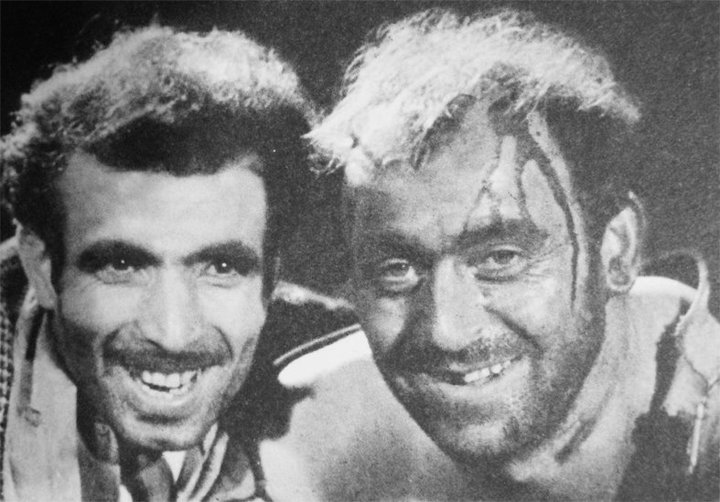
Film avec Arman
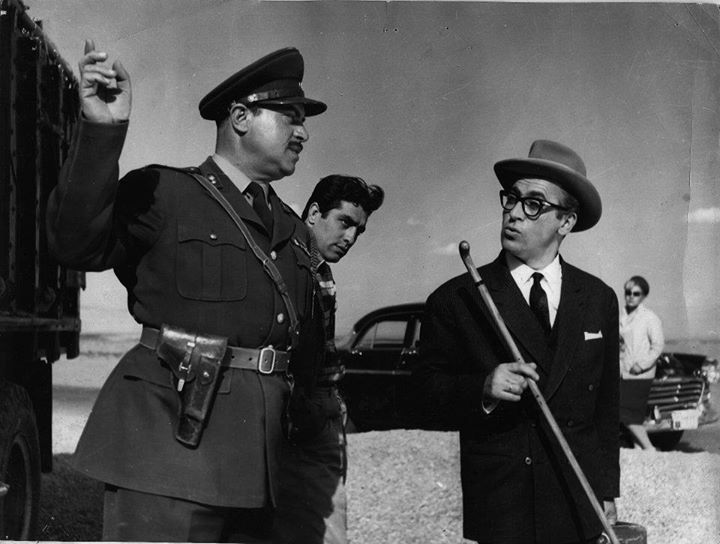
Film avec Arman
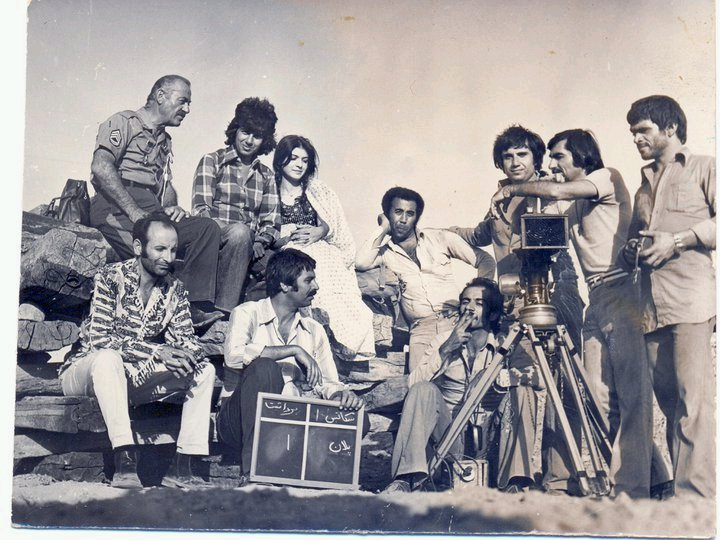
Arman sur un tournage
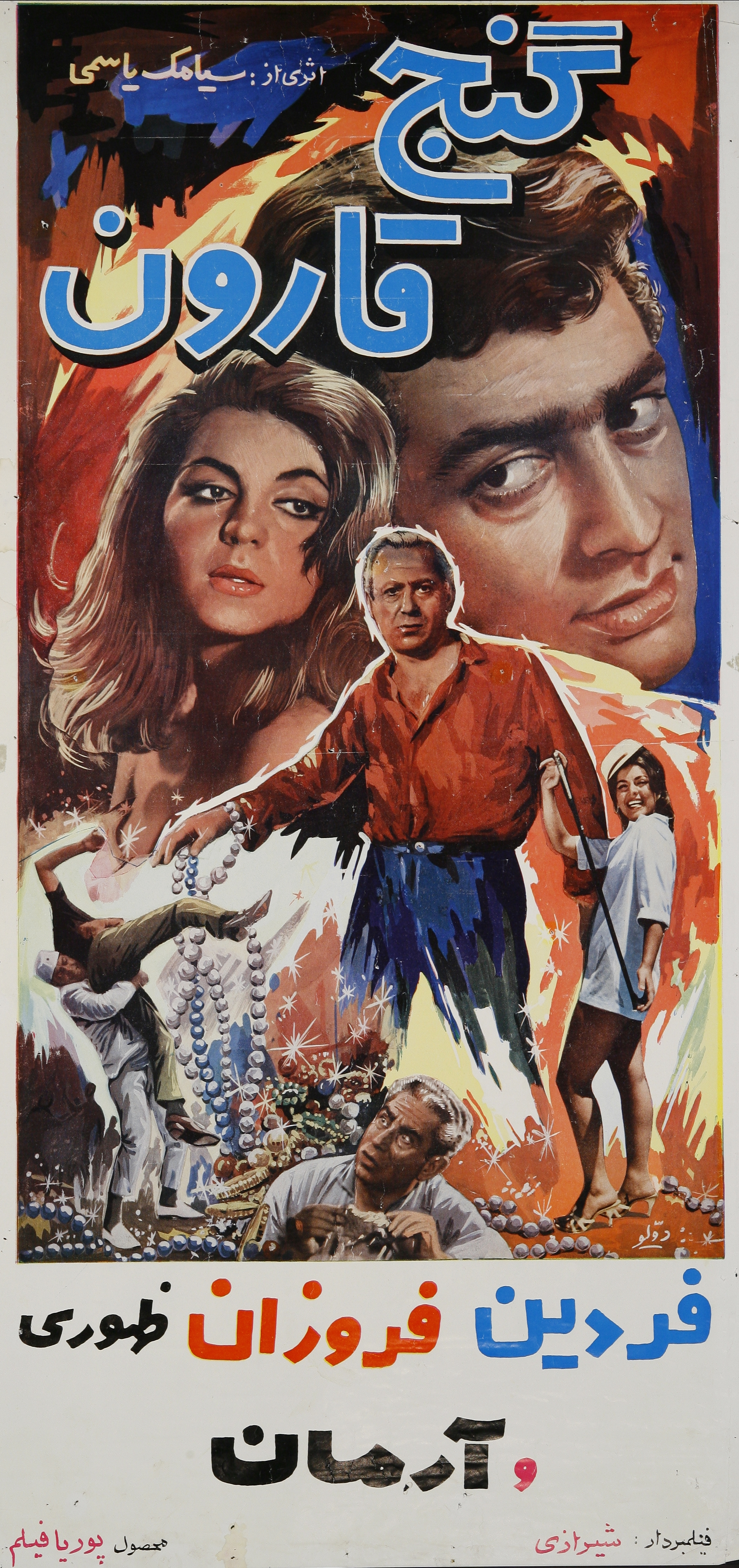
Ganj-e Qarun (en)